# Fetus

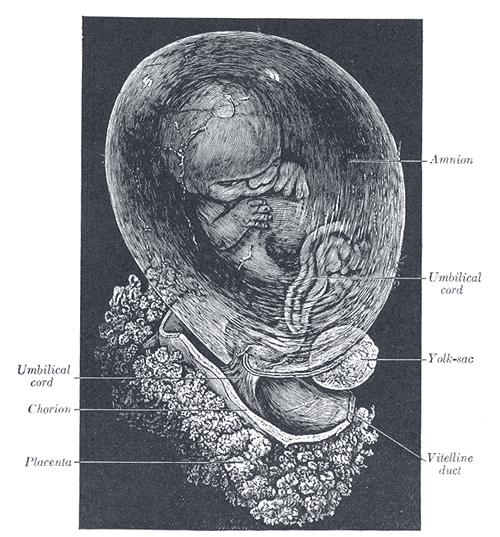
Lidský plod

Fetus [fétus] čili plod je nenarozený (prenatální období) jedinec obratlovce ve fetálním vývojovém období. To je mezi obdobím od embrya do narození (porodu). Fetus nebo foetus latinsky znamená „potomek, dítě, plodný“ nebo „mladý jedinec“.
Fetální období začíná u člověka 9. týdnem těhotenství (navazuje na předcházející embryonální období) a končí narozením příslušného jedince – porodem (tj. od 3. lunárního měsíce do konce 10. lunárního měsíce). Během fetálního období probíhá u plodu vývoj orgánových systémů, růst plodu a diferenciace orgánů. Po porodu je lidský jedinec již označován jako novorozenec.
Vývoj plodu studuje vědní obor embryologie. Celkový vývoj jedince se nazývá ontogeneze.